# Boroviće (okręg zlatiborski)
Boroviće (cyr. Боровиће) – wieś w Serbii, w okręgu zlatiborskim, w gminie Sjenica. W 2011 roku liczyła 39 mieszkańców.